# Sesquilingüismo
El sesquilingüismo es la capacidad para hablar y comprender una lengua de manera suficiente para comunicarse con un nativo, sin necesidad de llegar a dominarla completamente.
La palabra se forma con la raíz latina sesqui-, vez y media. Es un concepto reciente que aparece ante la gran presencia actual del bilingüismo, especialmente la obsesión de conseguir un dominio absoluto del inglés, dejando de lado otras lenguas cercanas. El sesquilingüismo se practica principalmente en regiones bilingües o multilingües, así como en zonas fronterizas. También comienza a utilizarse dentro de la Unión Europea.